# 마오마오: 순수한 마음의 영웅들
《마오마오: 순수한 마음의 영웅들》(Mao Mao: Heroes of Pure Heart 마오 마오: 히로스 오브 퓨어 하트[*])은 파커 시먼스가 창작한 미국의 텔레비전 애니메이션이다. 카툰 네트워크 스튜디오스와 팃마우스의 공동제작 작품으로, 카툰 네트워크를 통해 2019년 7월 1일부터 방송됐다.
이 시리즈는 2014년 2월 21일에 열린 팃마우스의 연례 행사 "5-Second Day"를 위해 시먼스가 만들어 뉴그라운즈에 올린 티저 영상 《아이 러브 유 마오마오》를 기반으로 제작됐다.

## 에피소드
| 시즌 | 시즌   | 회수 | 방송 날짜      | 방송 날짜       |
| 시즌 | 시즌   | 회수 | 시즌 시작      | 시즌 종료       |
| ---- | ------ | ---- | -------------- | --------------- |
|      | 파일럿 | 2    | 2014년 3월 6일 | 2016년 2월 19일 |
|      | 1      | 40   | 2019년 7월 1일 | 2020년 7월 17일 |

## 참조
1. ↑  영어: I Love You Mao Mao